# Saitō Dōsan
Saitō Dōsan (斎藤 道三?   1494–28 de mayo de 1556) fue un daimyō japonés que dramáticamente subió al poder y cayó del mismo modo durante el período Sengoku de la historia de Japón. Fue conocido además como la Serpiente de Mino (美濃の蝮 Mino no Mamushi?) por sus tácticas militares.

## Biografía
Originalmente fue un comerciante prominente de la Provincia de Yamashiro (hoy Prefectura de Kioto) y utilizó su poder e influencias para convertirse en vasallo del daimyō Toki Yorinari de la Provincia de Mino. Dōsan contribuyó en causar una inestabilidad generalizada en el dominio, por lo que Yorinari le dio a su concubina en 1526 esperando que quedara complacido. Finalmente logró ser nombrado magistrado de la provincia y se estableció en el Castillo Inabayama. Haciendo uso de sus riquezas y poder obtenidos, lideró un golpe de Estado en contra de Toki en 1542, autoproclamándose daimyō. 
Toki Yorinari se alió con Oda Nobuhide pero fueron derrotados en la Batalla de Kanōguchi, en 1547, por lo que Dōsan gozó de fama por todo el país. Oda Nobuhide hizo las paces con él y arregló un matrimonio entre su hijo Oda Nobunaga y su hija Nōhime, buscando terminar las hostilidades.

## Caída
Saitō Yoshitatsu hijo adoptivo de Dōsan lideró un golpe de Estado en su contra en 1556. Con un ejército mucho mayor que el suyo, Dōsan perdió durante la Batalla de Nagaragawa donde fue muerto el 28 de mayo de 1556.

## Seudónimos
Saitō Dōsan era famoso por tener una gran cantidad de  seudónimos y por cambiarse constantemente el nombre. Algunos nombres que utilizó durante su vida fueron: Minemaru (峰丸), Hōrenbō (法蓮坊), Matsunami Shogorō (松浪庄五郎), Nishimura Kankurō Masatoshi (西村勘九郎正利), Shinkurō (新九郎), Nagai Norihide (長井規秀) y Saitō Sakondayu Toshimasa (斎藤左近大夫利政).